# Филиппов, Георгий Анатольевич
Гео́ргий Анато́льевич Фили́ппов (род. 10 марта 1946) — российский металловед, доктор технических наук, профессор, директор Института качественных сталей в составе ФГУП «ЦНИИчермет им. И. П. Бардина». Дважды лауреат премии Правительства Российской Федерации.

## Биография
- 1970: окончил физико-химический факультет Московского института стали и сплавов по специальности «Физика металлов»;
- 1970—1972: инженер Института металлофизики в составе ЦНИИчермет им. И. П. Бардина;
- 1972—1975: учёба в очной аспирантуре;
- 1975: защитил диссертацию на тему: «Исследование закономерностей задержанного разрушения закаленной стали». Кандидат технических наук;
- 1975—1978: младший научный сотрудник;
- 1978—1982: и. о. старшего научного сотрудника;
- 1982—1992: старший научный сотрудник;
- 1990: защитил диссертацию на тему: «Закономерности явления замедленного разрушения высокопрочных сталей и способы повышения трещиностойкости» (специальность: «Металловедение и термическая обработка металлов»). Доктор технических наук;
- с 1992 по настоящее время: заведующий Лабораторией проблем металла для транспорта;
- с 2002 по настоящее время: одновременно директор Института качественных сталей в составе ФГУП «ЦНИИчермет им. И. П. Бардина».

## Научная и педагогическая деятельность
Г. А. Филиппов — известный специалист в области физического металловедения и термической обработки металлов. Основное направление его научной деятельности — создание основ теории явления хрупкости металлических материалов и разработка физико-технологических способов повышения трещиностойкости сталей и сплавов. Актуальность этого научного направления связана с решением проблемы снижения металлоёмкости стальных изделий и конструкций, повышения их эксплуатационной надёжности и долговечности за счет применения высокопрочных трещиностойких сталей.
Профессором Г. А. Филипповым решена крупная фундаментальная проблема — развиты представления о физической природе явления замедленного разрушения и разработаны технологические способы борьбы с этим видом хрупкости высокопрочных сталей. Экспериментально установлены и теоретически обоснованы общие закономерности этого явления, изучены факторы, вызывающие замедленное разрушение, обобщены механизмы и природа процессов, протекающих на стадиях зарождения и распространения трещины. Разработаны теоретические основы явления замедленного разрушения.
Георгий Анатольевич многократно включался в качестве одного из ведущих экспертов в состав комиссий, расследовавших крупные техногенные катастрофы. В частности, он участвовал в работе экспертной комиссии по делу об обрушении кровли «Трансвааль парка».
Профессор кафедры «Наноматериалы» Московского государственного университета приборостроения и информатики. Председатель Государственной аттестационной комиссии по специальности «Металловедение и термическая обработка металлов» МИСиС. На протяжении 16 лет является членом диссертационных советов Д 217.035.01 и Д 217.035.02 при ФГУП «Центральный научно-исследовательский институт чёрной металлургии имени И. П. Бардина».
Член редколлегий журналов «Деформация и разрушение материалов», «Металлург», «Проблемы чёрной металлургии и материаловедения». Редактор раздела «Металловедение и термическая обработка» журнала «Сталь».

## Признание
- Дважды удостоен Премии Правительства РФ в области науки и техники: в 1996 г. за освоение производства высококачественного проката из различных марок сталей на Оскольском электрометаллургическом комбинате и в 2011 г. за разработку сталей, технологии изготовления, внедрение комплекса инновационных проектов и освоение массового производства железнодорожных колес повышенной эксплуатационной стойкости для вагонов нового поколения;
- Премия имени И. П. Бардина 2023 года.
- действительный член Академии технологических наук Российской Федерации.

## Список наиболее известных научных трудов
1. Влияние дисперсности перлита на механические свойства, деформационное поведение и характер разрушения высокоуглеродистой стали // ФММ, 2007. Т. 103, № 5. Соавт.: Изотов В. И., Поздняков В. А., Лукьяненко Е. В., Усанова О. Ю.;
2. Оценка пороговых содержаний водорода в колесной стали, исключающих образование флокенов // Сталь, 2007. № 5. Соавт.: Иванов Б. С., Гетманова М. Е., Чуприна Л. В., Яндимиров А. А.;
3. Разделение влияния прочностных и деформационных факторов на критическую температуру хрупкости стали // Деформация и разрушение, 2007. № 6. Соавт.: Мишин В. М.

## Наиболее актуальные патенты
1. Патент на изобретение № 2186146 «Сталь», 27 июля 2002;
2. Патент на изобретение № 2187408 «Способ непрерывной разливки слитков для производства железнодорожных рельсов», 20 августа 2002;
3. Патент на изобретение № 2204622 «Коррозионно-стойкая аустенитная трип-сталь для холодной пластической деформации и изделие, выполненное из неё», 20 мая 2003;
4. Патент на изобретение № 2364849 «Способ гидравлических испытаний трубопроводов тепловых сетей повышенным давлением», 20 августа 2009;
5. Патент на изобретение № 2366920 «Способ определения остаточного ресурса труб тепловых сетей», 10 сентября 2009;
6. Патент на изобретение № 2383006 «Способ определения критерия сопротивления металлов и сплавов хрупкому разрушению», 27 февраля 2010;
7. Патент на изобретение № 2390763 «Способ определения локальной концентрации остаточных микронапряжений в металлах и сплавах», 27 мая 2010.